# 電子角色扮演遊戲
电子角色扮演游戏（英語：role-playing video game，通常简称角色扮演游戏、RPG，或称为电脑角色扮演游戏、CRPG）是一种玩家操控虚构世界中主角活动的电子游戏类型。许多角色扮演游戏起源于纸笔桌上角色扮演游戏，如龙与地下城，并使用了相同的术语、设定与机制。在角色扮演游戏中玩家将控制一个角色或是几个冒险队伍成员，进行一个或多个任务。电子角色扮演游戏和笔纸游戏最大的相似之处包括故事的推进与叙事元素、玩家角色的成长、复杂性、重玩性和融入性。电子媒体不再必须要有游戏管理员，同时增加了战斗的解析速度。RPG从简单的文字控制界面游戏逐步发展为了视觉丰富的3D效果。

## 特征
电子角色扮演游戏多使用了和早期桌上角色扮演游戏如龙与地下城等相同的术语、设定和机制。一般的，玩家控核心游戏角色，或是被称为队伍的多名游戏角色，同时通过完成一系列任务或到达主线剧情的结局来取得胜利。玩家在探索游戏世界时需要解决谜题并进行战术型战斗。这类游戏的一个关键特性是角色的力量和能力会成长，同时玩家可以规划角色成长。RPG很少挑战玩家的协调性或反应时间，例外的是动作角色扮演游戏。
电子角色扮演游戏通常以来高度发达的情节和背景设定，这通常被分为一系列任务。玩家依照角色的能力，并根据效果输出指令来控制一个或多个角色。通常每当角色提升一个等级时，他的能力就会增长，而等级每上升一次则需要玩家累计一定的经验值。
相对于其它类型的电子游戏，电子角色扮演游戏通常提供更复杂更动态的角色互动。这通常额外注重人工智能，以及计算机控制脚本化的非玩家角色。

## 遊戲方式分類

### 電腦单人角色扮演遊戲
由玩家利用個人電腦控制一名角色，或是數名角色的遊戲方式。
再依遊戲進行方式，可大概再分類為：
- 回合制RPG。
- 即時制RPG。
- 動作RPG（ARPG）。
- 戰略RPG（SRPG）。

回合制RPG在遊戲進行的途中，可以停止時間進行，等待非玩家角色（NPC）結束行動後，再由玩家進行操作的遊戲方式。其中以D&D為規則的為大宗，由於D&D的遊戲規則嚴謹，且有大量的故事題材，故单人角色扮演遊戲有許多是以D&D的戰役設定為藍本的遊戲。
以D&D - 被遺忘的國度為故事背景的：
- 柏德之門
- 冰風之谷
- 絕冬城之夜
- 光芒之池（Pool of Radiance）

以D&D - 龍槍為故事背景的：
- 早年SSI遊戲公司出版的一系列金盒子。

以D&D - 異界為故事背景的：
- 異域鎮魂曲

即時制RPG顧名思義無論戰鬥、交易、對話，遊戲世界的時間並不會停止，比較有真實世界的臨場感，故此類遊戲也多以第一人稱進行遊戲。較著名的遊戲有：
- 創世紀系列
- 魔法門系列
- 上古卷軸系列

近年來，日本更推出RPG製作大師系列，使無法滿足於市面上RPG的玩家也能自己製作RPG：
- RPG製作大師2000
- RPG製作大師2003
- RPG製作大師XP
- RPG製作大師VX

而使用RPG制作大師制作的較知名遊戲則有kouri所製作的Ib、所製作的魔女之家、所製作的夢日記等。
動作RPG遊戲，玩家扮演的角色通常都需要大量的特技，例如：各種攻擊方式、用跳躍方式取得寶物等等。著名的遊戲有：
- 秦殇系列
- 伊蘇系列（YS 1到7）。
- 聖劍傳說系列（1到4）。

戰略RPG遊戲，此類遊戲融合戰略和角色扮演裏，角色升級的特色，而衍生的新玩法。著名的遊戲有：
- 三国志英杰传（嚴格地說此作都不能算RPG而應該算成純戰棋遊戲，但這樣一來就沒有PC遊戲符合了，姑且列入此類）
- 以D&D - Eberron為故事背景的龍晶傳奇（Dragonshard）。
- 火焰之纹章系列
- 戰場女武神系列
- 超級機器人大戰系列

雜燴RPG遊戲，含有多種遊戲類別，比如戰略、經營、益智等等。著名的遊戲有：
- 大航海時代系列（1-4、2外傳）。
- 太閤立志傳系列（1-5）。

其他著名的RPG遊戲：
- 魔戒系列
- 轩辕剑系列
- 天地劫系列
- 仙劍奇俠傳系列
- 風色幻想系列
- 聖女之歌系列
- 英雄傳說系列

由此可見，RPG遊戲在電腦遊戲上的地位極其重要。

### 電腦多人角色扮演遊戲
通过网络進行的多人遊戲方式，可再分為：
- LAN Games，可使用局域网或網際網路連線；此類的遊戲通常並不需伺服器的使用
  - 區域或網際網路連線的代表作就是暗黑破壞神系列，此類遊戲通常會有人數上限，以某位玩家的個人電腦當做主要的聯絡電腦，進行團體遊戲。絕冬城之夜也可以使用這種模式。
- 線上遊戲的營運廠商所架設的遊戲伺服器
- 私人伺服器
  - 玩家自設私人伺服器的代表作就是絕冬城之夜，官方網站有提供伺服器軟體，供玩家自設伺服器。
  - 亦有私人未經授權架設MMORPG的伺服器。

### 电视角色扮演遊戲
通常是使用電視為顯示方式，以簡易的操作方法為主的RPG遊戲方式。因遊樂器是由日本先行開始，故許多遊戲都是以日本遊戲製作公司為主，通常都是日式RPG的規則。近來由於微软XBOX的普及和索尼PS系列游戏机的國際化，也開始有許多歐美遊戲製作公司加入。
日本著名的四大RPG遊戲有：
- 勇者鬥惡龍系列
- 最終幻想系列
- 傳說系列
- 女神轉生系列

### 大型多人在线角色扮演遊戲
線上角色扮演起源很早，早在網際網路尚未普及的年代，玩家便有使用類似BBS的方式進行遊戲，主要都是以文字敍述的方式進行，而現代的線上角色扮演遊戲，除了文字傳遞方式之外，操作方式類似與DOS指令，這種形式又有暱稱MUD（Multiple User Dungeon）；更有華麗的遊戲畫面，且可以容納更多玩家，也可以四處收集裝備、寶物，強化虛擬世界中的自我，但也因此淪落於練功、打怪的滑鼠點擊遊戲方式，反而失去角色扮演的特點。
著名的線上RPG遊戲有：
- 网络创世纪
- 無盡的任務
- 萬王之王
- 魔獸世界
- 最终幻想XI（是最終幻想系列的第11代，和最终幻想XIV同為線上版本）。
- 天堂
- 仙境傳說
- 魔力寶貝

用最粗略的區分方式來說，東方網路角色扮演遊戲，大致上是以玩者控制人物來進行砍殺怪物或對手，以提升角色能力並賺取虛擬金幣，但美製遊戲則較強調完成任務或解決謎語，最近甚至出現以生活和社交為遊戲重心的模擬市民。
網路遊戲因為其匿名性，以及互動對象為真人，亦因此產生許多新型態社會問題，例如：虛擬物品交易、盜取帳號、小白橫行等。而遊戲系統或程式上的缺失，玩家利用外掛程式（俗稱BOT），也造成許多問題。

### 網絡文字角色扮演遊戲
網絡文字角色扮演遊戲是一種以不同的線上軟件作為聯絡媒介，以文字作為遊戲資訊交流的主要載體，其中一種角色扮演遊戲的統稱。OTBRPG會利用設定好的故事腳本，在一定的規則下，讓不同地方的玩家於線上以文字進行角色扮演遊戲，這就是「網絡文字（Online text-based）」名稱的由來。
OTBRPG這個統稱並不是傳統而來就有的名字，而是根據各種不同的線上軟件的發展而誕生不同種類遊戲的暫時統稱，所以，在歸類上暫時未有一個統一的說法。另一方面，由於以中文形式的「線上文字角色扮演遊戲」剛開始發展，部份的種類仍然未有中文名稱，暫以英文縮寫作為代表。
總括來說，以網絡文字角色扮演遊戲的字面意義來看，暫時包含以下數種較為知名的種類︰
- 接龍小說（不限線上聯絡的媒介，但以小說形式，交替地為同一個故事續寫，簡稱接龍）。
- MUD（MMORPGs的前身，線上以文字描述提供遊戲中的各種事物的資訊與線上玩家，並進行遊戲，Multi-User Dungeon, Domain or Dimension）。
- ERPG（Electronic Role Playing Game，以各種線上的文字聯絡軟件作為聯絡媒介，玩家只限以文字扮演一位角色，根據由遊戲控制者制訂的不同規則與背景，進行遊戲，暫稱ERPG）。

## 遊戲風格分類

### 歐美式RPG
受桌上RPG影響，歐美式RPG通常都有超高的自由度。玩家可自由選擇個人想達成的任務。但歐美式RPG某些遊戲沒有主線故事而是以數百個沒有關係的任務所組成，歐美式RPG針對的年齡層大多局限於成年人。自由度的程度高於日式角色扮演。

#### 奇幻類
沿襲魔戒等奇幻小說的RPG，同時也是RPG的開端。
著名的遊戲有：
- 巫师系列
- 上古卷軸系列
- 龙腾世纪系列
- 博德之门系列
- 哥特王朝系列
- 无冬之夜系列
- 魔法門系列
- 暗黑破坏神系列
- 戰神系列

#### 末日類
- 辐射系列

#### 科幻類
- 質量效應系列
- 星球大战：旧共和国武士系列
- 杀出重围系列

### 东亚RPG

#### 日式RPG
以日式漫畫呈現出的RPG。日式RPG遊戲的設計強調人物塑造與主線劇情推進，與歐美式遊戲相比，玩家多半只能按照系統的過程來進行，如某個物品未取得，就沒有下個提示出現。因此，日式RPG可說是能與玩家互動的電視劇。日式RPG因廣泛的年齡和龐大的規模，在國際上占有巨大的市场。
著名的遊戲有：
- 正統劍與魔法的勇者鬥惡龍系列
- 科學奇幻的最終幻想系列
- 以現實世界為背景的女神轉生系列以及经由衍生出的外传女神異聞錄系列
- 和風味的天外魔境系列
- 传说系列
- 伊蘇系列
- 英雄傳說系列（包含轨迹系列）
- 人中之龍系列
- 宝可梦系列
- 异度系列（包含异度神剑系列）
- 鍊金工房系列
- 王國之心系列
- 星海遊俠系列

#### 中式RPG
發展最晚，早期多由台灣遊戲公司製作，大多數以金庸、古龍等武俠小說為藍本，近年來也有自創的世界設定出現，也有以傳統和神話為背景的遊戲。此類遊戲的系統設計、人物設計上則與日式RPG較為相似，而劇情設定、要素設定通常帶有強烈的中國文化或武俠色彩，故市場多限於華人地區，反觀在國外的知名度反而不高。
著名的遊戲有：
- 以大義與蒼生為主軸的轩辕剑系列
- 以愛情為主軸的仙劍奇俠傳系列
- 唯美動畫與浪漫音樂的聖女之歌
- 即時戰鬥的劍俠情缘
- 天地劫系列
- 幻想三國誌系列
- 金庸群俠傳
- 秦殇
- 龙剑
- 古剑奇谭系列
- 擇仙記系列

#### 韩式RPG
韩国的RPG是以MMORPG佔多數，有許多是由漫畫改編，風格大多是沿襲日式RPG。
著名的遊戲有：
- 天堂系列
- 仙境傳說
- SP1（Silent Plot 1）